# Jan Hoefnagel
Jan Henri Willem Anton Hoefnagel (Schaijk, 16 augustus 1910 – Nijmegen, 15 december 1961) was een Nederlands politicus.
Jan Hoefnagel werd geboren in Schaijk als zoon van de Schaijkse burgemeester en bierbrouwer Antonius Joannes Hoefnagel, en van Catharina Maria Anna van de Ven, afkomstig uit Son. Hij is rond 1936 aan de Katholieke Universiteit Nijmegen afgestudeerd in de rechten. Hoefnagel was tijdelijk ambtenaar van de gemeente Nistelrode en volontair bij de  gemeentesecretarie van Oss voor hij in juli 1939 benoemd werd tot burgemeester van Ravenstein. In april 1958 volgde zijn benoeming tot burgemeester van Vlijmen en ruim 3 jaar later overleed hij in die functie op 51-jarige leeftijd.